# Maha Mamo
Maha Mamo (Beirute, 29 de fevereiro de 1988) é uma ativista de direitos humanos, oradora motivacional e escritora brasileira (desde 2018), anteriormente apátrida. Maha é filha de cidadãos sírios, e não pôde obter qualquer nacionalidade devido à religião de seus pais, por restrições nas leis de nacionalidade tanto da Síria como do Líbano. É ativista na campanha #IBelong do Alto Comissariado das Nações Unidas para Refugiados (ACNUR).

## Biografia
Maha nasceu em 29 de fevereiro de 1988, filha de cidadãos sírios. O seu pai era cristão e sua mãe muçulmana, o que impossibilitou o registro legal do casamento, bem como impediu que Maha, e seus irmãos, Souad e Eddie, obtivessem a nacionalidade síria. Também não foram considerados libaneses, já que a  lei de nacionalidade libanesa não permite a aquisição da nacionalidade por nascimento no território (jus soli).
Sem documentos de identificação ou nacionalidade, Maha e seus irmãos viveram uma infância problemática, e encontraram dificuldade em diversos aspectos: estudar, receber atenção médica, e, inclusive, não conseguia transitar livremente pelas ruas de Beirute, pois precisava evitar os pontos de controle policiais, devido à ausência de documentos de identidade.
Devido a uma mudança de lei, em 2018, o Brasil passou a reconhecer o direito dos apátridas, criando mecanismos legais para a naturalização dos mesmos.
Em 4 de outubro de 2018, Maha recebeu seu documento de identidade, conferindo-lhe sua nacionalidade brasileira. O documento foi entregue por Maria Nazareth Farani Azevêdo, embaixadora do Brasil nas Nações Unidas.
Maha é ativista na campanha #IBELONG do Alto Comissariado das Nações Unidas para Refugiados (ACNUR), defendendo a causa dos apátridas.